# Safeway
Safeway Inc. – amerykańskie przedsiębiorstwo będące właścicielem sieci 1 326 supermarketów (2014), założone w 1926 roku. W 1928 spółka zadebiutowała na NYSE.
W 2014 roku Safeway była właścicielem 1 326 supermarketów, w tym 650 o powierzchni powyżej 50 tys. stóp kwadratowych (ponad 4,6 tys. m²). Całkowita powierzchnia handlowa supermarketów wyniosła na koniec 2014 roku w sumie 63,1 mln stóp kwadratowych (prawie 5,9 mln m²). W supermarketach nabyć można szeroką ofertę warzyw, owoców i innych produktów spożywczych, ponadto w większości z nich znajdują się także wyroby piekarnicze, delikatesy, kwiaty, owoce morza i apteki. W większości supermarketów znajdują się także kawiarnie Starbucks, a przy niektórych znajdują się stacje benzynowe – według stanu na koniec 2014 roku Safeway jest właścicielem 354 stacji.
Firma posiada 13 centrów dystrybucji, 6 zakładów produkcyjnych mleka, 5 piekarni, 2 zakłady produkcyjne lodów, 4 rozlewnie napojów bezalkoholowych oraz jeden zakład przetwórczy warzyw i owoców.
W 2015 roku Safeway Inc. została przejęta przez AB Acquisition LLC, właściciela sieci supermarketów Albertsons. W wyniku przejęcia akcje Safeway przestały być notowane na NYSE.